# إبي إري
إبي إري (بالإنجليزية: Ebi Ere) مواليد 2 أغسطس 1981 في تلسا، هو لاعب كرة سلة أمريكي. بدأ مسيرته الاحترافية في سنة 2003. يلعب مع فريق نانسي باسكت في الدوري الفرنسي لكرة السلة الدرجة الأولى. يحمل الرقم 33. مثّل منتخب بلاده. شارك في دورة الألعاب الأولمبية الصيفية سنة 2016.

## المسيرة الاحترافية
لعب مع سيدني كينجز في الدوري الأسترالي في موسم 2003–2004، ثم لعب مع بريزبن بولتز من سنة 2006 إلى 2008، ثم لعب مع ملبورن يونايتد في الدوري الأسترالي في موسم 2008–2009، ثم لعب مع يوفي كازيرتا باسكت في الدوري الإيطالي من سنة 2009 إلى 2011، ثم لعب مع أوبرادويرو لكرة السلة في الدوري الإسباني في موسم 2011–2012، ثم لعب مع بالاكانسترو فاريزي في الدوري الإيطالي من سنة 2012 إلى 2014.

## روابط خارجية
- إبي إري على موقع الاتحاد الدولي لكرة السلة (الإنجليزية)
- إبي إري على موقع الدوري الإسباني لكرة السلة (الإسبانية)
- إبي إري على موقع كرة السلة الأوروبية.كوم (الإنجليزية)
- إبي إري على موقع كلية كرة السلة في سبورتس رفرنس.كوم (الإنجليزية)
- إبي إري على موقع ريلجم (الإنجليزية)
- إبي إري على موقع بروبوليرز (الإنجليزية)
- إبي إري على موقع سبورتس رفرنس (الإنجليزية)
- إبي إري على موقع أوليمبيديا (الإنجليزية)